# Megyeri út
A Megyeri út Budapest IV. kerületében található, Újpest, Megyer, Káposztásmegyer városrészekben. A Váci út 73.-tól  indul és a Szondi utca 53.-nál végződik. Hossza kb. 4 km. Keresztezi a Fóti utat, áthalad Szilas-patak felett és végighalad a Farkas-erdő mellett. Neve különösen a labdarúgással kapcsolatban nevezetes (az UTE sportegyesület szinonimájaként is emlegetik.)

## Megközelítése
- Villamos:  14
- Autóbusz:  30, 30A, 96, 122E, 126A, 147, 196, 196A, 230, 296
- Éjszakai autóbusz:  914, 930

## Története

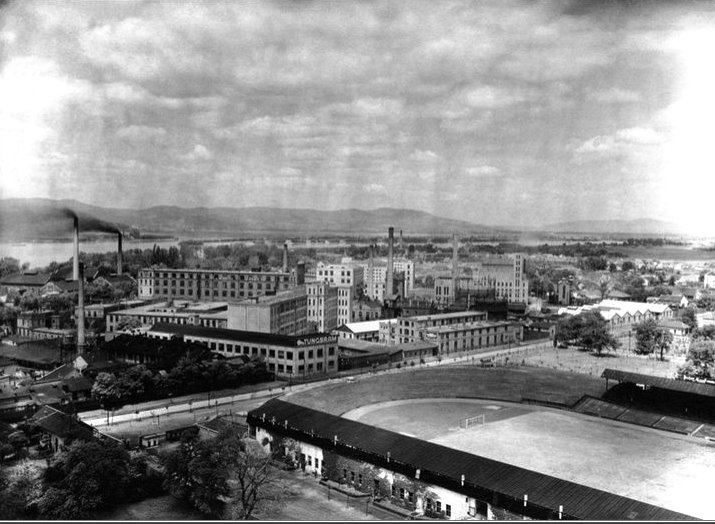
A Megyeri út az 1920-as években

Helyén 1882 előtt már a Megyeri fasor futott. Mai nevét az 1890-es években kapta. A Megyeri út 9-11. alatt működött egykori Magyar Ólomárugyárat a Váci úttal rakodóvágány kötötte össze, amelyet 1978-ban (a Váci út korszerűsítése során) elbontottak.

## Fontosabb címek a Megyeri út mentén
- 6. szám: Tungsram SC Sportcsarnok
- 13. szám: Szusza Ferenc Stadion (korábban Megyeri úti stadion vagy egyszerűen Megyeri út) az Újpest FC labdarúgó stadionja Újpesten. Az eredeti stadion Hajós Alfréd, az első magyar olimpiai bajnok tervei alapján készült. Kapuit 1922. szeptember 17-én nyitotta meg. 2 évvel később Párizsban olimpia építészeti kategóriában díjat nyert a stadion terve.[3]
- Egyéb ÚTE szakosztályok
- 49. szám: Megyeri temető[4]